# India Open 1973
Die India Open 1973 fanden als Bombay International 1973 im Frühjahr 1973 in Bombay statt.

## Finalergebnisse
| Disziplin    | Sieger                         | Finalist                    | Ergebnis         |
| ------------ | ------------------------------ | --------------------------- | ---------------- |
| Herreneinzel | Svend Pri                      | Flemming Delfs              | 15-8, 15-7       |
| Dameneinzel  | Eva Twedberg                   | Lene Køppen                 | 8-11, 11-8, 11-7 |
| Herrendoppel | Elliot Stuart Derek Talbot     | Indra Gunawan Amril Nurman  | 15-11, 15-8      |
| Damendoppel  | Joke van Beusekom Eva Twedberg | Lene Køppen Anne Berglund   | 15-1, 15-9       |
| Mixed        | Elliot Stuart Eva Twedberg     | Morin Mathias Satish Bhatia | 15-0, 15-11      |